# Amphipoea
Amphipoea är ett släkte av fjärilar som beskrevs av Gustaf Johan Billberg 1820. Amphipoea ingår i familjen nattflyn.

## Dottertaxa tillAmphipoea, i alfabetisk ordning[1][2]
- Amphipoea albicosta
- Amphipoea albilunata
- Amphipoea albo
- Amphipoea albomaculata
- Amphipoea americana
- Amphipoea anomala
- Amphipoea asiatica
- Amphipoea atlantica
- Amphipoea auricula
- Amphipoea aurigera
- Amphipoea branderi
- Amphipoea brunnea
- Amphipoea brunnea-albo
- Amphipoea brunnea-flavo
- Amphipoea burrowsi
- Amphipoea castanea
- Amphipoea castanea-flavo
- Amphipoea castaneo-albo
- Amphipoea castaneo-flavo
- Amphipoea cinerago
- Amphipoea conjuncta
- Amphipoea cottlei
- Mindre stamfly Amphipoea crinanensis
- Amphipoea distincta
- Amphipoea erepta
- Amphipoea erythrostigma
- Amphipoea flavo
- Amphipoea flavomaculata
- Amphipoea flavostigma
- Amphipoea fucosa
- Amphipoea grisea
- Amphipoea grisea-albo
- Amphipoea grisea-albomaculata
- Amphipoea grisea-flavo
- Amphipoea griseo-albo
- Amphipoea grisescens-albo
- Amphipoea grisescens-flavo
- Amphipoea hoenei
- Amphipoea intermedia
- Amphipoea intermedia-albo
- Amphipoea intermedia-albomaculata
- Amphipoea intermedia-flavo
- Amphipoea interoceanica
- Amphipoea jutlandica
- Amphipoea keiferi
- Amphipoea lucens
- Amphipoea lunata
- Amphipoea lusca
- Amphipoea magna
- Amphipoea malaisei
- Amphipoea motojondensis
- Amphipoea myopa
- Amphipoea nigrescens
- Amphipoea nigrescens-albo
- Amphipoea nigrisignata
- Amphipoea obscura
- Amphipoea obscura-flavomaculata
- Amphipoea obsoleta
- Amphipoea ochreola
- Rödbrunt stamfly Amphipoea oculea
- Amphipoea pacifica
- Amphipoea pallescens
- Amphipoea pallescens-albo
- Amphipoea pallida
- Amphipoea pallida-flavo
- Amphipoea paludis
- Amphipoea paludis-flavo
- Amphipoea rosea
- Amphipoea rufa
- Amphipoea rufa-albomaculata
- Amphipoea rufa-flavo
- Amphipoea rufescens-albo
- Amphipoea rufescens-flavo
- Amphipoea rufibrunnea
- Amphipoea ryensis
- Amphipoea senilis
- Amphipoea sera
- Amphipoea splendens
- Amphipoea trimaculata
- Amphipoea ussuriensis
- Amphipoea velata
- Amphipoea virgata

## Bildgalleri

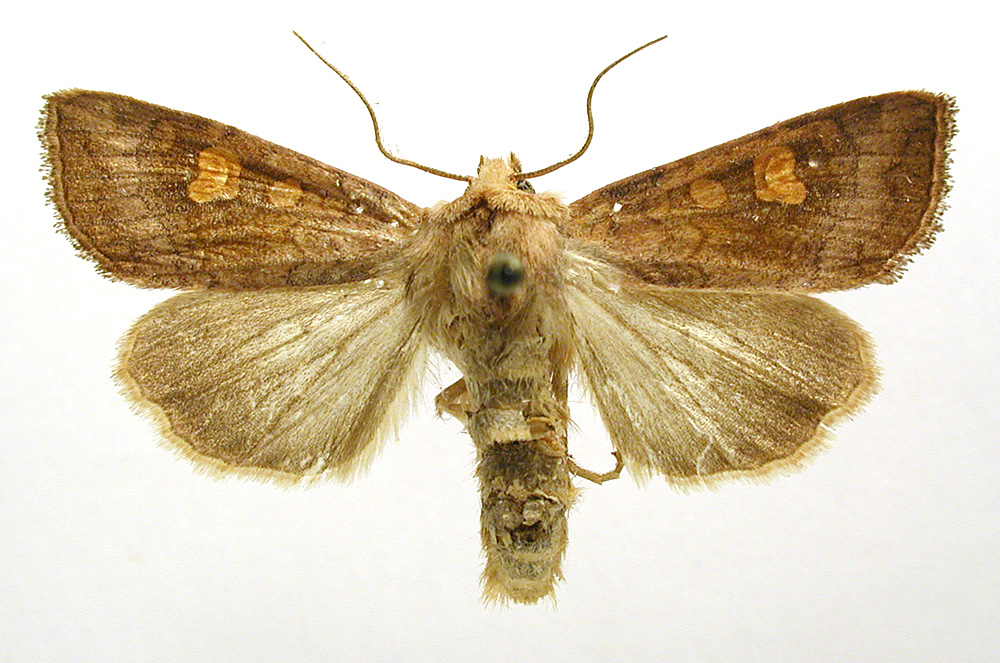
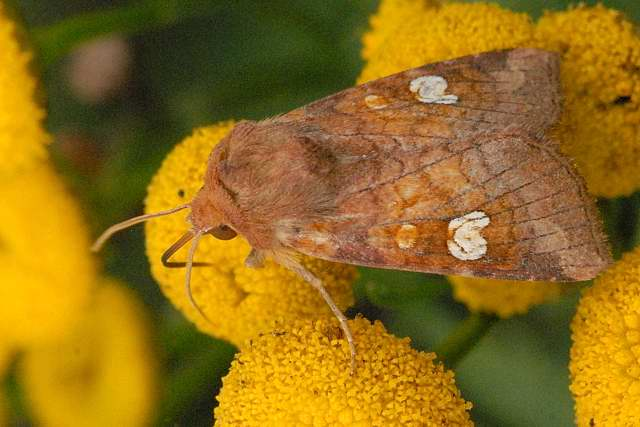